# Lieuron
Lieuron é uma comuna francesa na região administrativa da Bretanha, no departamento Ille-et-Vilaine. Estende-se por uma área de 16,83 km². Em 2010 a comuna tinha 801 habitantes (densidade: 47,6 hab./km²).